# Никита Халкутца
Патрикије Никита Халкутца (грчки: Νικήτας Χαλκούτζης, пр. 950–965) је био византијски војсковођа, први забележени припадника породице Халкутца, а најзапаженији је његов поновно заузимање Кипра од Арапа 965. године.
Он је први припадник Халкоутске или Халкутске породице, чији се чланови помињу спорадично до 13. века. Први пут га спомињу Скилица и Кедреније 956. године, када је предводио посланство на двору Хамданидског емира Алепа, Сајфа ел Давле, који се у то време бавио огорченим борбама са Византинцима. Према византијским хроничарима, Сајф је повео Халкутца заједно са собом у напад на византијску територију, али Халкоутца је подмитио своје стражаре и успео да побегне са својим слугама за време заседе на Сајфове снаге од стране Лава Фоке Млађег у јарузи.
Халкутцин поступци везани за поновно ослобађање Кипра били су приписани Кедренију - острво је било неутрализовано византијско-арапско кондоминијум још од краја 7. века - и његово потпуно припајање византијском царству. Догађај је само кратко покривен, а детаљи нису наведени у изворима, док је датум обично односи на другу половину 965, али може бити да се догађај одиграо нешто раније, можда чак и средином 964. године. Халкоутца је вероватно био први византијски гувернер (стратег) острва након тога.